# ジュニアグランプリ (岩手競馬)
ジュニアグランプリは岩手県競馬組合が盛岡競馬場で施行する地方競馬の重賞競走（M1）である。正式名称は「JA全農いわて協賛 ジュニアグランプリ」。

## 概要
芝コースにおけるサラブレッド系2歳馬による重賞競走。1999年の創設時は、東北3地区（岩手、上山、新潟）の交流戦東北ジュニアグランプリであったが、2003年に地方競馬全国交流競走となり現在の名称に変更された。距離は芝1600mで行われている。
また朝日杯フューチュリティステークス（JRA・GI）に向けたステップレースへの代表馬選定競走に指定されている。優勝馬は、京王杯2歳ステークス・デイリー杯2歳ステークスのいずれかに出走できる（優先出走権ではない）。
2007年は馬インフルエンザの影響により岩手所属馬のみで行われた。
本競走は2008年 - 2016年、2019年以降はスタリオンシリーズ競走に指定されている。
2015年までは「テシオ杯 ジュニアグランプリ」の名称で行われていた。2018年は東北農政局長賞がつき名称が「東北農政局長賞典 ジュニアグランプリ」となったが、2019年は東北農政局賞がつかず名称は「ジュニアグランプリ」となった。
2016年に岩手競馬で重賞格付け制度が開始され、M1に格付けされた。
2022年は盛岡競馬場でのJBC競走開催に伴い、「様々なカテゴリーのチャンピオンが決定する日」としてJBC競走と同日の11月3日に、1着賞金額も400万円から2,000万円に大幅増額され行われた。
2024年より施行時期が8月に移る。同年は、芝コースの走路状態の悪化のため、ダート1600mで施行された。

### 条件・賞金等（2025年）
出走条件
サラブレッド系2歳、地方全国交流。
- トライアル競走の若鮎賞（M3）で、上位3着までに入った馬に優先出走権がある。

負担重量
定量（55kg、牝馬1kg減）
賞金等
賞金額は1着600万円、2着210万円、3着120万円、4着78万円、5着42万円で、着外手当6万円。
副賞
JA全農いわて賞、岩手県馬主会会長賞、盛岡市長賞、開催執務委員長賞

## 歴代優勝馬
盛岡競馬場芝1600mで施行（2024年は盛岡ダート1600mで施行）。
| 回数   | 施行日        | 優勝馬             | 性齢 | 所属   | タイム   | 優勝騎手   | 管理調教師 | 馬主                     |
| ------ | ------------- | ------------------ | ---- | ------ | -------- | ---------- | ---------- | ------------------------ |
| 第1回  | 1999年10月3日 | セイントピアス     | 牝3  | 水沢   | 1分39秒3 | 村松学     | 鈴木七郎   | 内海正章                 |
| 第2回  | 2000年8月20日 | ネイティヴハート   | 牡3  | 水沢   | 1分39秒7 | 菅原勲     | 千葉博     | 池田草龍                 |
| 第3回  | 2001年9月23日 | コンプリートアゲン | 牝2  | 新潟   | 1分40秒1 | 大枝幹也   | 佐藤敏昭   | 浅川皓司                 |
| 第4回  | 2002年9月22日 | マツリダサブロウ   | 牡2  | 水沢   | 1分40秒0 | 村上忍     | 村上実     | 高橋文枝                 |
| 第5回  | 2003年9月21日 | トミケンウイナー   | 牡2  | 船橋   | 1分40秒5 | 張田京     | 岡林光浩   | （有）トミケン           |
| 第6回  | 2004年9月19日 | ウインクプレア     | 牝2  | 水沢   | 1分39秒9 | 関本淳     | 佐藤浩一   | （有）見上牧場           |
| 第7回  | 2005年9月23日 | マツリダアーティス | 牝2  | 水沢   | 1分42秒0 | 村上忍     | 三野宮通   | 高橋文枝                 |
| 第8回  | 2006年9月23日 | ボスアミーゴ       | 牡2  | 水沢   | 1分38秒5 | 菅原勲     | 鈴木七郎   | 千葉浩                   |
| 第9回  | 2007年9月16日 | ジェベルロバーツ   | 牝2  | 水沢   | 1分41秒4 | 菅原勲     | 村上佐重喜 | 西村隆平                 |
| 第10回 | 2008年9月21日 | エイブルインレース | 牝2  | 北海道 | 1分41秒3 | 宮崎光行   | 柳澤好美   | 吉田照哉                 |
| 第11回 | 2009年9月20日 | ボヘミアン         | 牡2  | 北海道 | 1分39秒4 | 五十嵐冬樹 | 桑原義光   | 吉田照哉                 |
| 第12回 | 2010年9月19日 | スクランブルエッグ | 牝2  | 北海道 | 1分42秒0 | 村上忍     | 林和弘     | 吉田照哉                 |
| 第13回 | 2011年9月18日 | ワタリドラゴン     | 牡2  | 水沢   | 1分44秒4 | 村上忍     | 村上実     | 阿部作次                 |
| 第14回 | 2012年9月23日 | セラミックガール   | 牝2  | 北海道 | 1分39秒9 | 上田健人   | 田中淳司   | 山口裕介                 |
| 第15回 | 2013年9月22日 | プレイアンドリアル | 牡2  | 北海道 | 1分39秒3 | 関本淳     | 田部和則   | 岡田繁幸                 |
| 第16回 | 2014年9月21日 | パーティメーカー   | 牡2  | 北海道 | 1分39秒4 | 齋藤雄一   | 田中淳司   | 山口裕介                 |
| 第17回 | 2015年9月20日 | ソロフライト       | 牝2  | 水沢   | 1分40秒2 | 高松亮     | 千葉幸喜   | 小原準一郎               |
| 第18回 | 2016年9月18日 | ダズンフラワー     | 牝2  | 水沢   | 1分40秒0 | 松本剛志   | 菅原右吉   | （有）下河辺牧場         |
| 第19回 | 2017年9月17日 | モリノラスボス     | 牡2  | 北海道 | 1分40秒6 | 五十嵐冬樹 | 桑原義光   | 森和久                   |
| 第20回 | 2018年9月16日 | リンゾウチャネル   | 牡2  | 北海道 | 1分40秒9 | 五十嵐冬樹 | 堂山芳則   | 木谷ツヤ                 |
| 第21回 | 2019年9月15日 | フジノロケット     | 牡2  | 北海道 | 1分40秒5 | 菅原辰徳   | 米川昇     | 藤沢和徳                 |
| 第22回 | 2020年9月21日 | マツリダスティール | 牡2  | 水沢   | 1分40秒7 | 阿部英俊   | 菅原勲     | 高橋福三郎               |
| 第23回 | 2021年9月20日 | モリデンブラック   | 牡2  | 北海道 | 1分39秒4 | 山本政聡   | 桧森邦夫   | 森田芳男                 |
| 第24回 | 2022年11月3日 | ラビュリントス     | 牝2  | 北海道 | 1分37秒9 | 岩橋勇二   | 田中淳司   | （有）キャロットファーム |
| 第25回 | 2023年9月17日 | トワイライトウェイ | 牡2  | 北海道 | 1分39秒3 | 落合玄太   | 田中淳司   | 吉田照哉                 |
| 第26回 | 2024年8月25日 | キングミニスター   | 牡2  | 北海道 | 1分40秒3 | 山本聡哉   | 田中淳司   | 定蛇邦宏                 |
| 第27回 | 2025年8月19日 | セイクリスティーナ | 牝2  | 水沢   | 1分41秒7 | 山本聡哉   | 佐々木由則 | 金田成基                 |

- 2000年以前の優勝馬の馬齢は旧表記を用いる。

### 各回競走結果の出典
- ジュニアグランプリ 歴代優勝馬 - 地方競馬全国協会
- JBISサーチ
  - 1999年，2000年，2001年，2002年，2003年，2004年，2005年，2006年，2007年，2008年，2009年，2010年，2011年，2012年，2013年，2014年，2015年，2016年，2017年，2018年，2019年，2020年，2021年，2022年，2023年，2024年，2025年